# Zwei Herzen und zwölf Pfoten
Zwei Herzen und zwölf Pfoten ist eine Fernsehserie des ZDF. Der Arzt und Rettungshundeführer Fabian Henz leitet ein vierköpfiges Rettungsteam in den Bayerischen Alpen. Die drei Episoden in Spielfilmlänge wurden in den Jahren 2006 und 2008 ausgestrahlt.

## Handlung
Der Arzt Florian Henz kehrt nach zwei Jahren Entwicklungshilfe in Sumatra wieder in seinen Heimatort in den Alpen zurück. Er übernimmt die Leitung der dortigen Bergrettungsstation, die in seiner Abwesenheit von seinem Freund Timo Vollmer kommissarisch geleitet wurde. Sein Verhältnis zu Timo und auch zu der Hundeschulbesitzerin Laura Stern, die er seinerzeit ohne Erklärung verlassen hatte, ist zunächst schwierig. Doch dramatische Ereignisse in den Bergen schweißen allmählich das Team zusammen, zu dem auch die Ärztin Dr. Ricarda Förster gehört. Wertvolle Hilfe bei ihren Noteinsätzen erhalten sie von den drei Rettungshunden, dem Golden Retriever Rocky, dem Labrador Paco und der Berner Sennenhündin Kitty.

## Gastdarsteller
Namhafte Schauspieler wie Bernd Herzsprung, Matthias Schloo, Cleo Kretschmer oder Eva Habermann hatten in dieser Serie Gastauftritte.

## Episoden
| Folge | Titel                        | Erstausstrahlung |
| ----- | ---------------------------- | ---------------- |
| 1     | Zwei Herzen und zwölf Pfoten | 21. Mai 2006     |
| 2     | Der kleine Bruder            | 27. April 2008   |
| 3     | Zwischen Himmel und Erde     | 18. Mai 2008     |